# Edmund Husserl

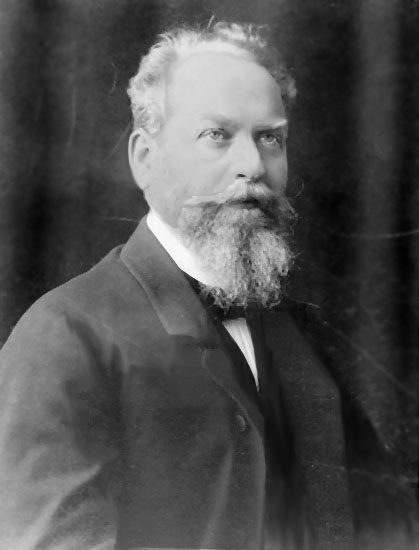
Edmund Husserl (1900)

Edmund Husserl (8. dubna 1859 Prostějov – 27. dubna 1938 Freiburg im Breisgau) byl německý filosof moravského původu působící převážně v Německu, zakladatel moderní fenomenologie.

## Život
Edmund Husserl se narodil jako druhý syn prostějovského židovského obchodníka, roku 1876 maturoval na německém gymnáziu v Olomouci. Poté studoval matematiku, fyziku a filosofii nejprve v Lipsku, mimo jiné u W. Wundta, pak v Berlíně u matematiků K. Weierstrasse a L. Kroneckera a nakonec ve Vídni, kde roku 1882 promoval prací o variačním počtu. Zde se také setkal s Masarykem a snad i pod jeho vlivem pokračoval ve filosofii u F. Brentana. Prací O pojmu čísla se roku 1887 habilitoval v Halle, kde pak 14 let působil jako soukromý docent. Téhož roku si vzal ve Vídni Malvinu Steinschneiderovou, rovněž z Prostějova, a oba se dali pokřtít v evangelické církvi.
Jeho Filosofie aritmetiky (1891) vzbudila kritický zájem logika G. Fregeho, který ji kritizoval kvůli psychologismu, tj. názoru, že matematické objekty mají psychologický původ, že plynou pouze z povahy lidského myšlení. Tuto kritiku vzal Husserl velmi vážně a dlouho pracoval na svém prvním velkém díle, Logická zkoumání I./II. (1901 a 1906), jež mu vyneslo profesuru v Göttingenu. Tam se seznámil s D. Hilbertem, W. Diltheyem, M. Schelerem, A. Koyrém a K. Jaspersem.
Roku 1913 vydal Ideje k čisté fenomenologii. Po vypuknutí Světové války se připojil k vlasteneckému manifestu německých profesorů, za války však ztratil syna. 1916 byl povolán do Freiburgu jako nástupce H. Rickerta a 1918 založil Freiburskou fenomenologickou společnost. Jeho první asistentkou byla pozdější řeholnice Edith Steinová a od roku 1919 Martin Heidegger, který se roku 1928 stal jeho nástupcem. K Husserlovým žákům patřili také Eugen Fink, Dietrich von Hildebrand, Roman Ingarden, Ludwig Landgrebe, Jan Patočka a Edith Stein.
Jako vážený emeritní profesor podnikl Husserl řadu přednáškových cest po Německu i do ciziny (Amsterdam, Paříž, Vídeň, Praha) a napsal své poslední velké dílo, Krizi evropských věd, věnovanou otázce „přirozeného světa“ (Lebenswelt) a krize smyslu. Roku 1933 byl nacisty z univerzity vypuzen a i když jeho nástupce Heidegger tento zákaz za svého krátkého rektorství zrušil, roku 1936 se musel Husserl vystěhovat i z bytu a byl podroben různým šikanám. Přes 40 tisíc stránek jeho stenografických textů a poznámek dopravil ještě roku 1937 do bezpečí v belgické Lovani františkán Herman Leo van Breda.

## Hlavní myšlenky a pojmy
Jedním z hlavních témat Husserlova myšlení byl problém poznání, kde Husserl navázal na I. Kanta. Poznání je sice vázáno na psychologické procesy, není s nimi však totožné. Z empirických psychologických vět nelze nikdy odvodit obecné tvrzení, neboť mohou být kdykoli vyvráceny, falzifikovány. Logika, matematika a filosofie jsou podle Husserla „ideální vědy“, jejichž zákony vyjadřují absolutně nutné pravdy a priori. Fenomenologie jakožto „bytostný názor daného“ čili fenoménů se má stát spolehlivým základem všech věd.
Lidské vědomí je intencionální, tj. vždy zaměřené na nějaký předmět či stav věcí. Neexistuje ani čistý subjekt, ani objekt, neboť oba jsou vždy spojeny aktem vědomí (noesis), v němž se předměty konstituují. Žádné čisté „věci o sobě“, jak si představoval ještě Kant, tedy nejsou; to je Husserlova inspirace Brentanem.
Intencionální akt představuje ústřední bod Husserlova učení. Obsahuje nejen zaměřenost na předmět, ale i samotný způsob této zaměřenosti nebo danosti předmětu. V každém intencionálním aktu vyděluje Husserl dva základní momenty: noema a noeze. Pojem „noema“ označuje konkrétní věcný moment nebo předmětný smysl intencionálního aktu. Noeze pak určuje způsob danosti předmětu nebo jeho konstituování. Lze říci, že noema je „co“ a noeze je „jak“ intencionálního aktu.
Přístup k čistým fenoménům lze získat jen tak, že člověk vystoupí z naivního postoje, který jsoucnost věcí pokládá za samozřejmou, a „dá do závorky“ všechna svá předběžná přesvědčení, včetně přesvědčení o existenci věcí. Toto stažení se zpět a pozdržení úsudku nazývá Husserl epoché a celý postup fenomenologická redukce. Teprve v tomto neutrálním postoji lze proniknout „k věcem samým“, a to tak, že člověk zkoumá „samodané“ fenomény, to, jak se mu věc sama dává; tomu Husserl říká „eidetická redukce“. Klasickým příkladem tohoto postupu jsou Husserlovy analýzy časového vědomí.
Pravda je plná shoda mezi míněným a daným. Nejde přitom o nějaký zážitek shody, nýbrž o bezprostřední zkušenost, evidenci či intuici, který se ovšem dá případně korigovat.
Ke konci života se Husserl obrátil ke zkoumání přirozeného světa či „světa našeho života“ (Lebenswelt), tedy světa našich běžných zkušeností, v nichž denně žijeme. V tomto „přirozeném“ světě Slunce vychází a zapadá, něco je blízké a něco vzdálené, člověk je někde doma – a díky tomu svět i věci mají smysl. Teprve obratem k přírodovědecké abstrakci, která svět nepozoruje lidskýma očima, nýbrž očima teorií, vzniká současná krize smyslu. Úkolem fenomenologie by mělo být této krizi čelit.

## Dílo

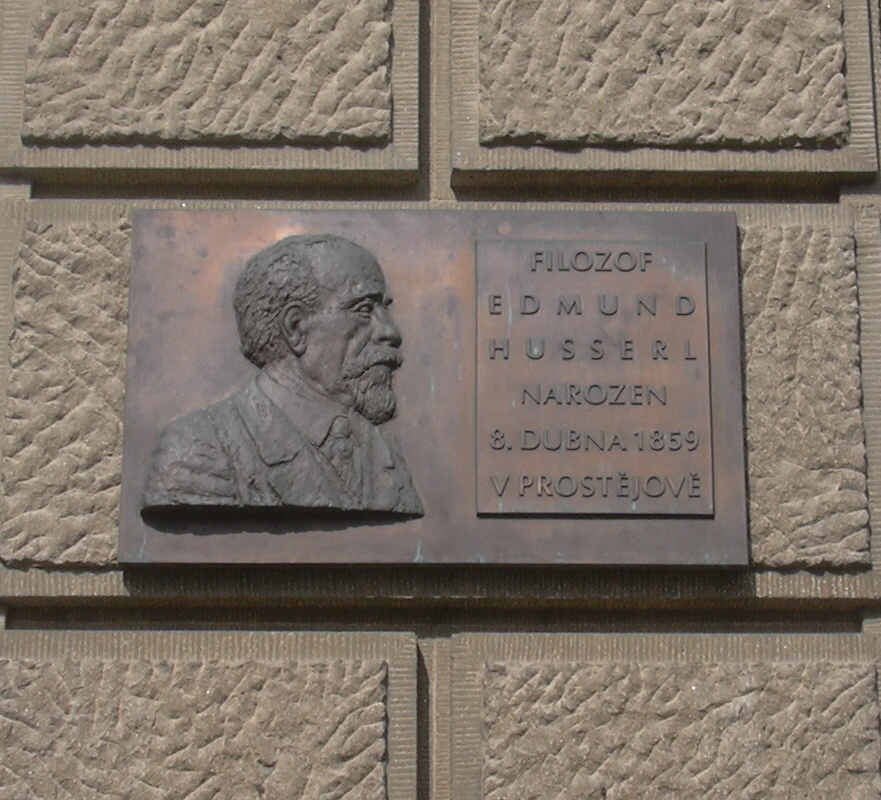
Pamětní deska Edmunda Husserla na nové radnici v Prostějově

- Pamětní deska Edmunda Husserla na nové radnici v ProstějověÜber den Begriff der Zahl. Psychologische Analysen (O pojmu čísla, 1887)
- Philosophie der Arithmetik. Psychologische und logische Untersuchungen (Filosofie aritmetiky, 1891)
- Logische Untersuchungen. Erste Teil: Prolegomena zur reinen Logik (Logická zkoumání I., 1900)
- Logische Untersuchungen. Zweite Teil: Untersuchungen zur Phänomenologie und Theorie der Erkenntnis (Logická zkoumání II., 1901)
- Philosophie als strenge Wissenschaft (1911)
- Ideen zu einer reinen Phänomenologie und phänomenologischen Philosophie. Erstes Buch: Allgemeine Einführung in die reine Phänomenologie (Ideje I., 1913)
- Erste Philosophie. Zweiter Teil: Theorie der phänomenologischen Reduktion (1923-1924, První filosofie 2.: Fenomenologické redukce)
- Erste Philosophie. Erste Teil: Kritische Ideengeschichte (1925, První filosofie 1.: Kritické dějiny idejí)
- Vorlesungen zur Phänomenologie des inneren Zeitbewusstseins (Přednášky k fenomenologii vnitřního časového vědomí, 1928)
- Formale und transzendentale Logik. Versuch einer Kritik der logischen Vernunft (1929, Formální a transcendentální logika)
- Méditations cartésiennes (1931, Kartézské meditace) (anglické vyd. 1960)
- Die Krisis der europäischen Wissenschaften und die transzentale Phänomenologie: Eine Einleitung in die phänomenologische Philosophie (1936, Krize evropských věd a transcendentální fenomenologie)
- Erfahrung und Urteil. Untersuchungen zur Genealogie der Logik. (1939, Zkušenost a úsudek)
- Ideen II: Phänomenologische Untersuchungen zur Konstitution (1952)
- Ideen III: Die Phänomenologie und die Fundamente der Wissenschaften (1952)
- Rozsáhlá Husserlova rukopisná pozůstalost vychází v řadě Husserliana (Lovaň – den Haag).

### České překlady
- E. Husserl, Krize evropských věd a transcendentální fenomenologie. Praha 1972, 2024
- E. Husserl, Karteziánské meditace. Praha 1993
- E. Husserl, Přednášky k fenomenologii vnitřního časového vědomí. Rychnov n.K. 1996
- E. Husserl, Idea fenomenologie a dva texty Jana Patočky. Praha 2001
- E. Husserl, Věc a prostor. In: Fenomenologické studie k prostorovosti 2. Praha 2006
- E. Husserl, Ideje k čisté fenomenologii a fenomenologické filosofii I./II. Praha 2004
- E. Husserl, Formální a transcendentální logika. Praha 2007
- E. Husserl, Filosofie jako přísná věda. Togga 2013

## Ohlas
Kromě svých bezprostředních žáků Husserl ovlivnil celou řadu dalších filosofů nepřímo. To se týká M. Schelera, R. Carnapa, H. Weyla, francouzských existencialistů stejně jako M. Merleau-Pontyho, G. Bachelarda nebo E. Lévinase.
Mimo vlastní filosofii Husserl prostřednictvím E. Cassirera silně ovlivnil jistý proud amerického sociologického myšlení, od A. Schütze až po etnometodologii H. Garfinkela. Ti se inspirovali zejména představou epoché, „uzávorkování“ vlastních předsudků a názorů badatele, které teprve umožňuje pochopit společenské jevy v jejich pravé podobě a smyslu.
V matematické a logické teorii se k Husserlovu dědictví hlásil například Kurt Gödel a Petr Vopěnka, zejména v souvislosti s myšlenkou epoché a také „přirozeného světa“ bytostně omezené, konečné lidské zkušenosti.